# Dino Subašič
Dino Subašič (* 26. Januar 1999 in Slovenj Gradec) ist ein slowenischer Leichtathlet, der sich auf den Weitsprung spezialisiert hat.

## Sportliche Laufbahn
Erste internationale Erfahrungen sammelte Dino Subašič im Jahr 2021, als er bei den Balkan-Hallenmeisterschaften in Istanbul mit einer Weite von 7,23 m den zehnten Platz belegte. Im Juni gelangte er bei den Balkan-Meisterschaften in Smederevo mit 7,32 m ebenfalls auf Rang zehn und anschließend wurde er bei den U23-Europameisterschaften in Tallinn mit 6,90 m Zwölfter. Im Jahr darauf erreichte er bei den Balkan-Meisterschaften in Craiova mit 7,34 m Rang 13 und 2023 wurde er bei der 2. Liga der Team-Europameisterschaft im Rahmen der Europaspiele in Chorzów mit 7,26 m Elfter. Anschließend belegte er bei den Balkan-Meisterschaften in Kraljevo mit 7,35 m den achten Platz. Im Jahr darauf belegte er bei den Balkan-Hallenmeisterschaften in Istanbul mit 7,45 m den achten Platz und 2025 wurde er bei den Balkan-Meisterschaften in Volos mit 7,15 m Elfter.
In den Jahren 2020, 2023 und 2025 wurde Subašič slowenischer Meister im Weitsprung im Freien sowie 2021 und 2024 in der Halle. Zudem wurde er 2022 Landesmeister in der 4-mal-100-Meter-Staffel.

## Persönliche Bestleistungen
- 100 Meter: 10,72 s (+1,4 m/s), 15. Mai 2021 in Ptuj
- Weitsprung: 7,67 m (+1,5 m/s), 27. Mai 2021 in Ptuj